# Padua Chasmata
I Padua Chasmata sono una struttura geologica della superficie di Dione.